# Louis Zorich
Louis Zorich (Chicago, Illinois, 1924. február 12. – Manhattan, New York, 2018. január 30.) amerikai színész.

## Életpályája
Horvát emigráns szülők gyermekeként született, édesapja Hristofor Zorić, édesanyja Ana Gledić voltak. A szülővárosában tanult a Roosevelt Főiskolán, majd egy színészképző iskolában. A karrierje a First Performance sorozattal kezdődött, ahol Leslie Nielsennel, a Csupasz pisztoly-filmek sztárjával játszott együtt.
Egyik híres szerepe 1991-ben az Egy falatka sajt című epizód volt a Columbo krimisorozatból. 1971-ben Hajím Topóllal szerepelt a Hegedűs a háztetőn című musicalben, amit ráadásul szülei szülőhazájában, Horvátországban forgattak részben. 1977-ben Telly Savalas krimisorozatában a Kojakban, valamint az 1992-1999-ig készült Megőrülök érted című sorozatban volt még látható.
Unokaöccse Chris Zorich, aki anyai ágról színes bőrű, a Chicago Bears rögbicsapatának egyik játékosa.

## Magánélete
1962-ben feleségül vette Olympia Dukakis (1931–2021) színésznőt.

## Filmográfia

### Film
| Év   | Magyar cím                  | Eredeti cím                  | Szerep                                      | Magyar hang    |
| ---- | --------------------------- | ---------------------------- | ------------------------------------------- | -------------- |
| 1966 |                             | Daikaijū Gamera              | orosz nagykövet                             |                |
| 1968 | Coogan blöffje              | Coogan's Bluff               | taxisofőr                                   | Koroknay Géza  |
| 1969 | Papi                        | Popi                         | Penebaz                                     |                |
| 1971 | Hideg pulyka                | Cold Turkey                  | Douglas Truesdale (stáblistán nem szerepel) |                |
| 1971 |                             | They Might Be Giants         | köztisztasági alkalmazott                   |                |
| 1971 | Hegedűs a háztetőn          | Fiddler on the Roof          | rendőr                                      |                |
| 1971 |                             | Made for Each Other          | Pandora apja                                |                |
| 1973 | A don halála                | The Don Is Dead              | Mitch DiMorra                               |                |
| 1974 | Csak a férjem meg ne tudja! | For Pete's Sake              | Nick                                        | Reviczky Gábor |
| 1974 |                             | Newman's Law                 | Frank Lo Falcone                            |                |
| 1974 |                             | Sunday in the Country        | Dinelli                                     |                |
| 1976 |                             | W.C. Fields and Me           | Gene Fowler                                 |                |
| 1977 |                             | A Good Dissonance Like a Man | George W. Chadwick                          |                |
| 1977 |                             | The Other Side of Midnight   | Demonides                                   |                |
| 1980 | Az elcserélt gyermek        | The Changeling               | Stewart Adler (stáblistán nem szerepel)     |                |
| 1980 |                             | Up the Academy               | Sheik Amier                                 |                |
| 1984 | Muppet-show New Yorkban     | The Muppets Take Manhattan   | Pete                                        | Kristóf Tibor  |
| 1985 |                             | Walls of Glass               | Lerner                                      |                |
| 1986 | Nicsak, ki nyaral!          | Club Paradise                | svájci üzletember                           |                |
| 1986 | Az első számú gyanúsított   | Where Are the Children?      | Kragopoulos                                 |                |
| 1988 |                             | Cheap Shots                  | Louie Constantine                           |                |
| 1988 | A Riviéra vadorzói          | Dirty Rotten Scoundrels      | görög milliomos                             |                |
| 1989 | A Broadway vérszopói        | Bloodhounds of Broadway      | Mindy                                       |                |
| 1991 | A remény városa             | City of Hope                 | Baci polgármester                           |                |
| 1991 | Mindenki fogja a magáét!    | Missing Pieces               | Ochenko                                     |                |
| 1997 |                             | Commandments                 | Rudy Warner                                 |                |
| 1997 |                             | Kiss & Tell                  | Louis                                       |                |
| 1998 | Hal a fürdőkádban           | A Fish in the Bathtub        | Morris                                      |                |
| 1999 |                             | Joe the King                 | bíró                                        |                |
| 2001 | Meleg töltények             | Friends & Family             | Marvin Levine                               |                |
| 2004 |                             | A Hole in One                | Sammy                                       |                |
| 2007 |                             | Running Funny                | Stan                                        |                |
| 2009 |                             | Run It                       | Angelo                                      |                |
| 2011 | A mintatanár                | Detachment                   | nagypapa                                    | Blaskó Péter   |
| 2011 | A papagáj                   | A Bird of the Air            | Stowalski                                   |                |
| 2011 |                             | The Talk Man                 | Lou                                         |                |
| 2015 |                             | Emily & Tim                  | Tim Hanratty                                |                |
| 2016 |                             | No Pay, Nudity               | Lester apja                                 |                |

### Televízió
| Év        | Magyar cím                | Eredeti cím             | Szerep                                 | Megjegyzések                                |
| --------- | ------------------------- | ----------------------- | -------------------------------------- | ------------------------------------------- |
| 1958      |                           | The Double Cure         | Jules                                  | tévéfilm                                    |
| 1958      |                           | General Motors Presents | Raphael / Hanson / Jimmy bácsi         | 3 epizód                                    |
| 1960–1964 |                           | Route 66                | Bulloch / Sergei                       | 2 epizód                                    |
| 1962–1963 |                           | Naked City              | Sam / Manos                            | 2 epizód                                    |
| 1968      |                           | N.Y.P.D.                | Gino Santano / Keeley csatlósa         | 2 epizód                                    |
| 1977      | Kojak                     | Kojak                   | Mike DeBrieno                          | 1 epizód                                    |
| 1981      |                           | Ryan's Hope             | Oliver Jones nyomozó                   | 13 epizód                                   |
| 1985      | Az ügynök halála          | Death of a Salesman     | Ben Loman                              | - tévéfilm - magyar hangja: - Kránitz Lajos |
| 1987–1988 |                           | As the World Turns      | Haniotis felügyelő                     | 5 epizód                                    |
| 1990      | Columbo: Egy falatka sajt | Columbo                 | Frank Staplin                          | - tévéfilm - magyar hangja: - Kárpáti Tibor |
| 1991–1993 | Brooklyn híd              | Brooklyn Bridge         | Jules Berger                           | 33 epizód                                   |
| 1993–1999 | Megőrülök érted           | Mad About You           | Burt Buchman                           | 69 epizód                                   |
| 1987      |                           | The Equalizer           | Zeke                                   | 1 epizód                                    |
| 1990–1995 | Esküdt ellenségek         | Law & Order             | Milton Erdheim bíró / Edgar Hynes bíró | 2 epizód                                    |
| 2004      |                           | The Jury                | Samuel Abrams                          | 1 epizód                                    |

## Fordítás
- Ez a szócikk részben vagy egészben  a   Louis Zorich című angol Wikipédia-szócikk fordításán alapul.  Az eredeti cikk szerkesztőit annak laptörténete sorolja fel. Ez a jelzés csupán a megfogalmazás eredetét és a szerzői jogokat jelzi, nem szolgál a cikkben szereplő információk forrásmegjelöléseként.